# VIII район (Турку)
VIII район или Порт Артур (фин. VIII kaupunginosa - Port Arthur, швед. VIII stadsdel - Port Arthur; сленговое — Портса фин. Portsa) — один из центральных районов города Турку, входящий в Центральный территориальный округ.
Район считается одним из самых дорогих для проживания в Турку.

## Географическое положение
Район расположен на западном берегу реки Аурайоки, между улицей Пуйстокату (фин. Puistokatu) и IX районом.

## История
Район был обозначен уже в 1828 году на плане архитектора Карла Энгеля, но фактически получил своё развитие только к 1900 году, как жилой квартал для рабочих, проживающих в Або. Своё второе название — Порт Артур — получил по одноимённой дальневосточной российской крепости Порт Артур (в настоящее время Люйшунькоу), потерянной Российской империей в ходе русской-японской войны 1904 года.
Намеченный в 1970-х к сносу, но получивший поддержку большинства его жителей, район в 1981 году был защищён от глобальных перестроек законодательно.

## Достопримечательности
На территории района много деревянных построек XIX—XX веков, разделённых небольшими мощёными булыжником улочками, что делает район одним из самых живописных в Турку.
На территории VIII района расположены: Михайловский собор и холм Каколанмяки с построенном в XIX веке старинным тюремным замком (в 2007 году тюрьма была выведена за пределы города, а здание определено к реконструкции).

## Население
В 2004 году население района составляло 4 720 человек, из которых дети моложе 15 лет составляли 9,26 %, а старше 65 лет — 19,10 %. Финским языком в качестве родного владели 91,07 %, шведским — 7,06 %, а другими языками — 1,87 % населения района.